# Řehoř XIV.
Řehoř XIV. (rodným jménem Niccolo Sfondrati, 11. února 1535, Somma Lombardo – 16. října 1591, Řím) byl papežem od prosince 1590 do své smrti.

## Život
Narodil se v Lombardii, vystudoval práva a roku 1560 byl jmenován biskupem cremonským. Později (1583) byl Řehořem XIII. povýšen na kardinála. Byl stoupencem francouzské ligy a Španělska. Proto byl také v prosinci 1590 zvolen španělskou stranou papežem. Po korunovaci podporoval protifrancouzskou politiku Filipa II.

Po deseti měsících pontifikátu zemřel.